# 埃里克森鎮區 (明尼蘇達州倫維爾縣)
埃里克森鎮區（英語：Ericson Township）是位於美國明尼蘇達州倫維爾縣的一個行政鎮區。

## 歷史
埃里克森鎮區於1874年成立，得名自早期定居者埃里克·埃里克森（Eric Ericson）。

## 地方資料
埃里克森鎮區的面積為94.08平方千米，當中陸地面積為94.02平方千米，而水域面積為0.06平方千米。根據2020年美國人口普查的數據，當地共有人口224人，而人口密度為每平方千米2.38人。